# Ruda (Krotoszyn)
Pour les articles homonymes, voir Ruda.
Ruda (prononciation : [ˈruda]) est un village polonais de la gmina de Zduny dans le powiat de Krotoszyn de la voïvodie de Grande-Pologne dans le centre-ouest de la Pologne.
Il se situe à environ 8 kilomètres à l'ouest de Zduny (siège de la gmina), à 12 kilomètres à l'ouest de Krotoszyn (siège du powiat) et à 87 kilomètres au sud de Poznań (capitale régionale).

## Histoire
De 1815 à 1919, Ruda fait partie de l'arrondissement de Krotoschin dans la province de Posnanie.
De 1975 à 1998, le village faisait partie du territoire de la voïvodie de Kalisz.

Depuis 1999, Ruda est situé dans la voïvodie de Grande-Pologne.